# Clivia antoninae
Clivia antoninae är en stekelart som beskrevs av Zhang och Huang 2005. Clivia antoninae ingår i släktet Clivia och familjen sköldlussteklar. Inga underarter finns listade i Catalogue of Life.